# Joan Fuster i Ortells
Joan Fuster i Ortells (Sueca, 23 november 1922 - aldaar, 21 juni 1992) was een Spaans (Valenciaans) schrijver en pan-Catalaans essayist die schreef in het Catalaans. Tevens was hij vanaf 1983 hoogleraar Catalaanse filologie aan de Universiteit van Valencia.
Zijn bekendste werk is het historische essay Nosaltres els valencians. Zijn œuvre is echter bijzonder veelzijdig met publicaties over taalkunde, geschiedenis, filosofie en toerisme. Hij wordt beschouwd als de belangrijkste Valenciaanse essayist van de twintigste eeuw. Hij is de voortrekker van de generatie intellectuelen die na de Spaanse Burgeroorlog opgestaan is, een groep die niet alleen literair maar ook cultureel en politiek actief was en opkwam voor vrije meningsuiting in het algemeen en ageerde tegen de repressie van de Catalaanse taal en cultuur door de franquistische dictatuur. Hij is een sleutelfiguur in het democratische Valenciaanse nationalisme.

## Leven
Fuster is afkomstig uit een landbouwersmilieu. Zijn vader was de eerste die de boerenstiel verliet: hij werd graveur en leraar tekenen. Hij kwam dus niet uit een familie met een jarenlange letterkundige traditie. Zijn geografische en familiale herkomst bepaalde de thema's van zijn essays sterk. Bij de publicatie van Nosaltres noemde hij zichzelf liberaal maar hij was in zijn jeugd, zoals toen gebruikelijk, automatisch lid van de rechtse falangistische beweging. Hijzelf schrijft over die periode: “zoals elke jongere uit de provincie in de tijd na de burgeroorlog ben ik intellectueel in totale onwetendheid opgegroeid, in de giftige atmosfeer van de indoctrinatie van de dictatuur."
In 1943 begint Fuster Rechtsstudies aan de Universiteit van Valencia en bekwaamt hij zich nevenbij in het schrijven van columns en kritieken. In 1944 publiceert hij – in de almanak Las Provincias – zijn allereerste artikel in het Catalaans: Vint-i-cinc anys de poesia valenciana (25 jaar Valenciaanse poëzie).
Tussen 1946 en 1956 is Fuster samen met Josep Albi i Fita redacteur van het tijdschrift Verbo. Terwijl hij in zijn geboortedorp het beroep van advocaat uitoefent, is hij tevens actief in de pers: de krant Levante-EMV, Valencia en La Vanguardia, de tijdschriften Destino en El Correo Catalán. In Mexico publiceert hij in 1954 La literatura catalana a la Renaixença omdat het onder het fascisme verboden was in het Catalaans te drukken, behalve met heel af en toe een uitzondering voor als “ongevaarlijk” beschouwde poëzie. In die tijd verschijnen ook zijn eerste dichtbundels: Sobre Narcís (1949), Ales o mans (1949), Terra en la boca (1953) en Escrit per al silenci (1954).
In de jaren 1950 heeft Fuster veel contact met de intellectuelen en kunstenaars van de Catalaanse diaspora in Mexico. Hij waarschuwt voor het risico van isolationisme tussen het Land van Valencia, Catalonië, de Balearen en Roussillon en is een vurig pleitbezorger voor een gemeenschappelijke actie binnen de Catalaanse landen. In die tijd verschijnen ook zijn teksten in het tijdschrift Pont Blau en zijn eerste grote essay: El descrèdit de la realitat (1954). Het was voor hem geen gemakkelijke periode: hij had last van de censuur, van officiële en officieuze tegenkamping van het regime, gebrek aan middelen en vooral aan een cultureel stimulerende omgeving.
Vanaf de jaren 1960 wordt het werk van Fuster duidelijk polemischer en waagt hij zich op de grens van het toen toelaatbare als de dictatuur enkele uiterst voorzichtige toegevingen doet aan het Catalaans. Hij schrijft veel over het Land van Valencia en over de nationale wederopbouw. Dit culmineert in 1962 in zijn standaardwerk Nosaltres els valencians (Wij, Valencianen), waarover de schrijver Jaume Pérez i Montaner schrijft: “De historische betekenis van dit werk is zo groot dat we vanuit ons perspectief kunnen spreken van een 'voor' en 'na' dit werk voor alles wat de Valenciaanse bewustwording en cultuur betreft.” Hij ziet de emancipatie van zijn geboortestreek binnen de Catalaanse landen, een term die hij onderbouwde in zijn essay uit hetzelfde jaar, Qüestió de noms (Kwestie van namen) waarin hij naar een naam zoekt die verenigt en die aan geen enkel deelgebied een overwicht geeft. Daarin pleit hij ook voor de eenheid van de taal tussen Valencia en Catalonië, met respect voor de kleine regionale verschillen, die niet voldoende groot zijn om van twee verschillende talen te spreken. Dit werk stuit op hevige kritiek van de Spaansgezinde groepen uit Valencia die voor een eentalig Spanje ageren. Dit is een voorloper van de zogenaamde Slag van Valencia, een hoogoplopende identitaire tweestrijd tijdens de Spaanse democratische overgang (1976-1981) die tot op heden de Valenciaanse gemeenschap diep verdeelt. Twee keer was hij het slachtoffer van een bomaanslag, in 1978 en op 11 september 1981, de Diada Nacional de Catalunya, toen twee bommen in zijn huis ontploften, met veel materiële, vooral aan zijn bibliotheek, maar geen persoonlijke schade.
Naast essays schreef hij ook aforismen zoals Judicis finals of een dagboek: Indagacions possibles en Causar-se d'esperar. In alles overweegt zijn kritische zin een zijn bijtende humor, naar zijn grote voorbeelden Michel de Montaigne en de Franse encyclopedisten.
In 1983 wordt Fuster bijzonder hoogleraar Geschiedenis van de taal aan de Universiteit van Valencia. In 1985 behaalt hij het doctoraat in de Catalaanse filologie en het jaar daarop wordt hij gewoon hoogleraar. In 1978 wordt hij de eerste voorzitter van de culturele werkgroep Acció Cultural del País Valencià. Hij was lid van het Institut d'Estudis Catalans en van de Institució Valenciana d'Estudis i Investigació, van 1987 tot 1992 lid van de Consell Valencià de Cultura (Valenciaanse Cultuurraad), raadslid van de Biblioteca Valenciana. Van 1987 tot 1991 was hij voorzitter van de schrijversvereniging Associació d'Escriptors en Llengua Catalana.
Josep Pla i Casadevall vat de persoon van Joan Fuster als volgt samen: “Hij vertegenwoordigt een nieuwe mentaliteit. Hij is geen Valenciaan in strikte zin, en ook geen Catalaan uit Valencia, en evenmin een gecatalaniseerde Valenciaan. Fuster is een normaal element van heel ons taalgebied.”

## Erkenning en prijzen
- 1963: Lletra d'or voor Nosaltres els Valencians
- 1975: Premi d'Honor de les Lletres Catalanes
- 1983: Medalla d'Or de la Generalitat de Catalunya
- 1984: Doctor Honoris Causa aan de Universiteit van Barcelona en de Autonome Universiteit van Barcelona
- Postuum: Alta Distinció al Mèrit Cultural.

Diverse steden en gemeenten hebben een straat of plein aan hem gewijd: Palma de Mallorca, Tarragona in de wijk Arrabassada, Manresa, Elx en Badalona.
Binnen het kader van de literaire Premis d'Octubre reikt de Valenciaanse uitgeverij Edicions Tres i Quatre reikt sedert 1973 elk jaar de Premi Joan Fuster d'assaig voor onuitgegeven essayistisch werk in de Catalaanse taal uit.

## Enkele werken
in het Nederlands
- Enkele gedichten in de bundel hedendaags Catalaanse poëzie De koele hoeken en kanten van de schaduw , Meerbeke-Ninove, Point, 1990, ISBN 9789071152221. (Vertaling Bob de Nijs)

in het Catalaans
- Sobre Narcís (1948), poëzie
- Escrit per al silenci (1954), poëzie
- Nosaltres els valencians (1962)
- Qüestions de noms (1962)
- "La Regla del Convent de Sant Josep de València" (1985), doctoraatsthesis
- Llibres i problemes del Renaixement (1989).

Een volledige lijst van zijn oeuvre is te vinden onder: “Joan Fuster, Obra“ op de webpagina van de Associació d'Escriptors en Llengua Catalana

## Op Fuster geïnspireerde werken
- Lluís Llach i Grande (muziek), “Criatura dolcíssima” op het album Poetes (2004).

## Weblinks
Institució cívica i de pensament Joan Fuster
- Bibsys: 90591145
- Biblioteca Nacional de España: XX917701
- Bibliothèque nationale de France: cb12054544f (data)
- Catàleg d'autoritats de noms i títols de Catalunya: 981058519860806706
- CiNii: DA02247241
- Gemeinsame Normdatei: 119049511
- International Standard Name Identifier: 0000 0001 2145 2602
- Library of Congress Control Number: n79034404
- MusicBrainz: 50bd207b-20fb-4c15-ab6c-ad28d336bd78
- Nationale Bibliotheek van Israël: 987007349773305171
- Nationale Bibliotheek van Polen: a0000001208662
- Nationale en Universitaire bibliotheek Zagreb: 000014551
- Nederlandse Thesaurus van Auteursnamen: 067845967
- Réseau des bibliothèques de Suisse occidentale: 02-A003270382
- Istituto Centrale per il Catalogo Unico: SBLV136715
- SNAC: w6wh76c4
- Système universitaire de documentation: 028780000
- Virtual International Authority File: 100257353
- WorldCat: E39PBJfGYfCFhgwYgKpyj9rQbd